# قصص واقعية من الحياة
قصص واقعية من الحياة، وحوارات لنشر المحبة وتوجيه العقل للحقيقة والخير (بالإنجليزية: Original Stories from Real Life; with Conversations Calculated to Regulate the Affections, and Form the Mind to Truth and Goodness) هو العمل المكتمل الوحيد في أدب الأطفال لكاتبة القرن الثامن عشر البريطانية الأنثوية ماري ويلستونكرافت. تبدأ «القصص الواقعية» بقصة توصف الحياة العلمية لفتاتين عن طريق معلمتهم ماسون التي هي في منزلة والدتهما ثم تتابع الحكايات التعليمية. تم نشر هذا الكتاب لأول مرة في عام 1788 عن طريق جوزيف جونسون، ثم تم إصدار النسخة المعدلة من
الكتاب عام 1971. والتي ظلت قرابة الربع قرن بواسطة ويليام بليك.
في «القصص الواقعية» قامت وولستون كرافت بتوظيف هذا النوع من أدب الأطفال للارتقاء بتعليم المرأة وتطوير الإطار الفكري للناشئين من الطبقة المتوسطة. وتوضح الكاتبة أن النساء قادرات علي أن تكونن بالغات راشدات إذا تم الاهتمام بتعلميهن بطريقة صحيحة مثل الأطفال وهو ما لم يكن مطبقاً بشكل واسع في القرن الثامن عشر. وادعت ولستون كرافت أن روح الطبقة المتوسطة الوليدة أسمي من الطبقة الملكية وثقافتها التي ذُكِرَت في «حكايات الحورية»، وأرقي من قيم المصادفة والحظ التي ذُكِرَت في قصص «الكتب الصغيرة» للفقراء. وقد قامت وولستون كرافت أيضاً
في إطار تطوير فن التعليم في كتاباتها بالرد علي أعمال جون لوك وجان جاك روسو اثنان من أهم المنظرين التعليميين في القرن الثامن عشر.

## السيرة الذاتية والتاريخية للسياق

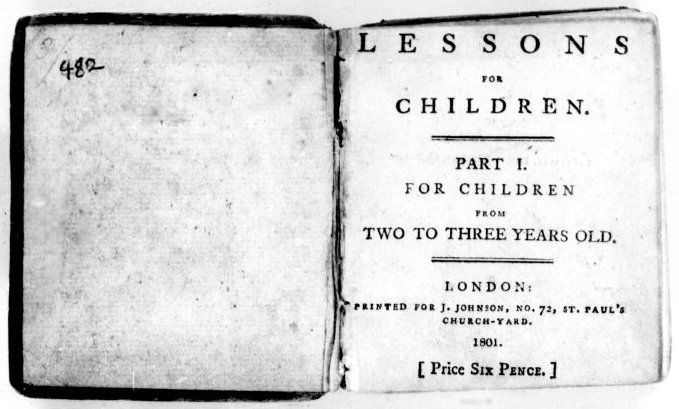
دروس للأطفال (من سن سنتين لثلاث سنوات)

أظهرت وولستون كرافت في عملها الفني اهتماماً بتعليم الفتيات والنساء علي وجه الخصوص. كما قامت أيضاً بكتابة ما يسمي بالـ «الكتاب السلوكي» (هو لون أدبي مشهور في القرن الثامن عشر أقرب لكتيب الإرشادات السلوكية) بعنوان أفكار حول تعليم البنات 1787 وتوصف فيه كيفية الارتقاء بـ سيدة الطبقة المتوسطة للمثالية. وفي عام 1789 قامت وولستون كرافت بكتابة نص لها بعنوان «مذياع المرأة» خصيصاً لتثقيف النساء أدبياً علي غرار مقتطفات من «المذياع» لـ ويليام إينفيلد، والذي كان موجهاً للرجال. أتبعت الكاتبة البريطانية «مذياع المرأة» بترجمة نصاً تربوياً شهيراً بعنوان «عناصر الأخلاق» للكاتب الألماني كريستيان جوتيلف سالزمان. واصلت وولستون كرافت الكتابة عن القضايا التعليمية في معظم كتاباتها الشهيرة مثل: دفاعا عن حقوق المرأة والذي يعتبر حضّا لتعليم الفتيات ودفاعاً عنه. وقد قامت في هذا الكتاب بتخصيص فصل كامل لوضع خطة قومية للتعليم عن طريق وضع تصور لنظام تعليمي مختلط نصف خاص- نصف عام. وتحدّت الكاتبة النسوية جان جاك روسو ومقالته الشهيرة «إيميلي» (1762م) التي ادّعي فيها روسو أن النساء لا تصلحن للتعليم حيث أنهن خُلِقن لإمتاع الرجال؛ لذلك فإن قدراتهن تنحصر في الملاحظة لا السببية أوالتفكير. وفي عام 1797 وافت وولستون كرافت المنيةٌ قبل إكمال عملان تعليميان أيضاً بعنوان: «إدارة الأطفال» (كتيب إرشادات للآباء) و«دروس» (وهو كتيب مبدئي مستوحي من كتيب أنّا ليتيتا باربولد دروس للأطفال 1778).

## ملخص الحبكة
و علي غرار «أديل وتيودور» من أعمال «مدام دي جنليس» لعام 1782م و«حكايات عن القلعة» لعام 1785م، وكل منهما يتضمن قصص تشكيلية ومجموعة مدرجة من الحكايات الأخلاقية. كذلك يروي كتاب «قصص أصلية» حكاية إعادة تثقيف اثنين من الفتيات الصغيرات: ماري وتبلغ من العمر أربعة عشرة عاما وكارولين تبلغ اثني عشر عاما علي يد السيدة ميسون تلك التي تقوم بدور الأم الحكيمة والخيرة. ومن المرجح أن تكون الكاتبة «ولستونكرافت» قد اختارت هذه الأسماء لشخصياتها اقتداء بشخصيات حقيقية في حياتها، فقد تعرفت علي الآنسة ميسون أثناء التدريس في (نيونغاتون اأخضر) وهي شخصية نالت احترامها كثيرا، وعندما كانت تعمل كمربية للأسرة في (كينغس بورو في أيرلندا) كانت تقوم بتعليم فتاتين اسمهما ماري وكارولين. ويقول الملك مارجريت الذي تأثر بشكل كبير بدورها كمربية أنها حررت عقلها من جميع الخرافات، وتقمصت فيما بعد شخصية السيدة ميسون كاسم مستعار. بعد وفاة والدتهما، انتقلت الفتيات ليعيشا مع السيدة ميسون في الريف وكانت تملأهم العيوب مثل الطمع والغرور واستطاعت السيدة ميسون من خلال القصص الخيالية ودلائل من واقع الحياة وأيضا من خلال شخصيتها أن تعالج الفتيات من إخفاقاتهم الأخلاقية وإكسابهم الرغبة في حب الفضيلة.
ويهيمن مزيج السيدة ميسون من الحكايات واستطرادات التدريس علي النص. وبالرغم أن النص يؤكد تقدم الفتيات أخلاقيا، فالقارئ يعلم القليل عن الفتيات أنفسهم. يتألف هذا العمل من حكايات شخصية بشكل كبير عن أناس تعرفهم السيدة ميسون أو شخصيات من الحكايات الأخلاقية التي تهدف لتهذيب الفتيات والقارئ علي السواء. فعلى سبيل المثال توضح قصة «تشارلز تاونلي» العواقب الوخيمة للتسويف، فقد أخذت السيدة ميسون الفتيات إلي قصر تشارلز تاونلي وكان حال به الخراب لتحكي لهم حكاية تحذيرية عن ولد لديه قدرات غير مألوفة ومشاعر جياشة ولسوء الحظ تقوده هذه المشاعر وتوجه سلوكياته أيا كانت دون الرجوع لأي تعليمات يفرضها العقل، أعني، أن عاطفته الحاضرة تحكمه. كان دائما ما يعقد نيته أن يتصرف بشكل صحيح غدا ولكن اليوم فينساق وراء أهواءه السائدة هكذا تؤكد ولستونكرافت. وبالرغم من أن تشارلز يريد مساعدة المحتاجين، فهو يحول بينه وبين ذلك حبه للروايات والمسرحيات إلي أن وصل به الحال ليخسر كل ثروته ولكن صديقه المتبقي ساعده أن يسترد ثروته في الهند. ولكن حتى عندما لجأ إليه صديقه هذا في مساعدة، لم يبال تشارلز ولم يتصرف بسرعة كافية لينقذ صديقه الذي انتهي حاله المأساوي للسجن والوفاة كما اضطرت ابنة صديقه أن تتزوج من شخص فاسق. وعندما عاد تشارلز إلي إنجلترا، شعر بالذنب وشرع أن ينقذ الفتاة من هذا الزواج التعيس ولكن كلا منهما أصابه الجنون في نهاية القصة جراء لما حدث لها من زواج ولما شعر به من الذنب. كتابها «قصص أصلية» هو في المقام الأول يتحدث عن التخلي عن عيوب الطفولة وأخذ خطوة ليصبح الإنسان شخص بالغ عقلاني وخير. وهو لم يصور الطفولة كحالة من البراءة والمثالية. وحتى القصص المعنية نفسها في الكتاب تؤكد التوازن بين العقل والعاطفة اللازم للفتيات لتصبحن ناضجات وهي السمة التي تتخلل أعمال ولستونكرافت ولاسيما «دفاع عن حقوق المرأة».

## تحليل أدبي
ذاع صيت الكتاب في القرن العشرين لما يتسم به من أسلوب تعليمي متعسف كما كان موضع سخرية لأوائل الباحثون في أدب الأطفال مثل (جيفري سمرفيلد), ومن ناحية العلماء الجدد مثل (ميتزي مايرز) التي قد أعادت تقييم أدب الأطفال وخاصة كتاب ولستونكرافت وكان التقييم وفقا لسياقه التاريخي بدلا من الحكم عليه وفقا لأذواقهم الحديثة. كما كتبت «مايرز» في سلسلة من مقالاتها الإبداعية مفترضة أن كاتبات أدب الأطفال مثل «ماري ولستونكرافت» و«ماريا إيدغيورث» لم يكن استخدامهم لهذا النوع من أدب الأطفال لتعليم المجتمع فحسب بل لتعزيز رؤى مجتمع يختلف عن مجتمع الرومنسايين. ويؤمن هؤلاء المؤلفين بقدرتهم علي إحداث تغيير من خلال تعرض الأطفال الصغار لأفكارهم عن مجتمع أفضل وبرغم ذلك كانوا يكتبون عن قصص تبدو مواضيعها تافهة مثل صغار الحيوانات أو الفتيات الصغيرات.
و تضيف أنه نظرا لاهتمام العلماء بالشعر الرومانسي والنثر (مثل أعمال ويليام وردزورث وبيرس شيلي) بشكل يفوق اهتمامهم بأدب الأطفال، لذلك فقدوا ما يعرضه هؤلاء الكاتبات لأدب الأطفال وهو ما يسمي بالنقد الاجتماعي.

## نظرية تربوية
و من الأعمال التربوية الأكثر تأثيرا في أوروبا في القرن 18 هما عملين: "بعض الأفكار حول التعليم " ل "جون لوك" عام 1693م، و"إميل" ل "جان جاك روسو", ففي كتابها "«قصص أصلية» وأعمالها الأخرى عن التعليم، كانت «ولستونكرافت» ترد علي العملين كما عرضت نظريتها التربوية الخاصة.
و لقد حذت «ولستونكرافت» حذو «لوك» في تأكيده علي دور الحواس في التعلم، وبالنسبة لها، كما تكتب مايرز، أن الطريقة المثالية التي يجب أن يتعلم من خلالها الأطفال ليست التعليم مباشرة ولكن التعليم من خلال أمثلة حية تستوعبها الحواس. أخذت السيدة ميسون، بطلة القصة، الفتيات ماري وكارولين إلي العالم الخارجي لترشدهم، وكان أول ما تعلموه هو عدم تعذيب الحيوانات بل احترامهم كجزء من مخلوقات الله وذلك من خلال وجودهم في مرعي طبيعي للحيوانات.
وكذلك تتخذ السيدة ميسون من تجارب الحياة اليومية كوسيلة تعليمية لأنها متأصلة في واقع ملموس يمكن استيعابها بسهولة خلال الحواس. فهي تستوقف علي عادة سيئة، أحد المارة، زيارة أو مشهد طبيعي أو احتفالية عطلة ومن ثم تطبيقها كدرس أخلاقي التي تريد أن تغرسه في نفوس التلاميذ. وتحكي أيضا السيدة ميسون ل «ماري» و«كارولين» حكايات مؤسفة ومأساوية عن أناس تعرفهم كتلك التي تحكيها عن «جين» التي توفيت بسبب سلوكها السيئ. كانت «جين» فتاة يسيطر الغضب والأنانية عليها لدرجة أن الغضب أثر علي صحتها إلي أن ماتت في النهاية. وكان نتيجة سلوكها السيئ أن «كسر قلب والدتها» مما أدي لسرعة وفاتها وشعرت بالذنب لمسؤوليتها عما حدث: كذلك أنهك مزاجها المتبرم بنيتها الضعيفة ولم يساعدها فعل الخير لتجهز روحها لحالة أخري أو تعتز بأي أمل من الممكن أن يخفف من أهوال الموت أو يقدم هذه النومة الحلوة الأخيرة. كان أسلوبها مروع فكانت توبخ الطبيب لعدم معالجتها مما سارع بموتها. أظهرت ملامحها الهامدة علامات الغضب المتشنج، وخلفت وراءها ثروة وافرة لأولئك الذين لم يندموا علي خسارتها، واتبعوا الطريق وراءها إلي القبر حيث لا أحد يذرف دمعة عليها، ونسيها الجميع، وأنا، تقول السيدة ميسون، أذكرها لتحذيركم من تكرار أخطائها.
وتأخذ السيدة ميسون رعاياها لزيارة نماذج الفضيلة مثل السيدة «ترومان» والتي لا تزال خيرة ومصدر راحة لعائلتها رغم فقرها. وفي نهاية احدي الزيارات تحكي السيدة ميسون للفتيات عن السيدة ترومان وتذكرهم بحبها للحقيقة وأنها تمارس الخير والحب لأبعد مدي حتى أنها تخشي أن تسحق حشرة أثناء المشي، ومحبتها واسعة حتي يمكن أن يتبعها ذلك الشخص الذي يعيش للأبد، وتنبع صفاتها المعتدلة من طيبتها. وجدير بالذكر أن «ولستونكرافت» تلزم مفهوم «لوك» عن العقل كلوحة بيضاء، وفي كتابها«قصص أصلية», تصف السيدة ميسون عقلها بمثل هذه المصطلحات.
كانت «ولستونكرافت» غير متقبلة لأفكار«روسو» كتقبلها لأفكار«لوك», وادعت أن جمال «العمل الكامل» لتحدي روسو فيما يتعلق بتعليم النساء. خلال القرن 18, كان «العمل الكامل» مرتبط بالرهبة والخوف والقوة والرجولة. وكما كتبت مايرز: لكي تنقل رسالتها للقراء السيدات بأن الإنجاز ينبع من الداخل، قامت «ولستونكرافت» بتبديل القوة والقهر والانفتاح العقلي (المرتبطة بالبطولية الكاملة) لتحل محلهم البخل، الرقة والجمال التي ألحقها«روسو» والمختصون في علم الجمال مثل «إدموند بيرك» بالأنوثة. وعلي عكس هؤلاء الكتاب مثل «روسو» و«بيرك» الذين يصورون المرأة علي أنها ضعيفة بالفطرة وسخيفة، تقر «ولستونكرافت» أن المرأة بالفعل باستطاعتها أن تحقق أعلي المستويات الفكرية المتعلقة بالعمل الكامل.
وعلي الرغم من معارضة «ولستونكرافت» للفلسفة الأساسية ل «روسو», فإنها تتفق معه في كثير من أساليبه التربوية بما في ذلك تأكيده علي دور التدريس عن طريق الأمثلة والتجارب بدلا من الإدراك الحسي. وفي هذا الصدد كانت بدورها تتبع طريقة كتاب الأطفال مثل «توماس داي» في عمله المشهور «تاريخ ساندفورد وميرتون» لعام (1783م-1789م) وهو يؤكد أهمية التعليم خلال التجربة بدلا من التكرار والقواعد. وفي كتابه عن فكر ولستونكرافت، يشرح «غاري كيلي» كيف تنعكس هذه الفكرة وغيرها من الأفكار المهمة للكاتبة في عنوان عملها الأدبي «قصص أصلية من الحياة الواقعية» وما به من محادثات من شأنها تعزيز المحبة وتوجيه العقل للحقيقة والخير:
يشير الجزء الأول من العنوان إلي أن «القصص» لم تكن مجرد قصص وهمية ولكنها لها أساس واقعي في الحياة اليومية العائلية، برغم أنه من الممكن أن يفهم القراء«من الحياة الواقعية» علي أنها قائمة علي أساس أو مقتبسة من الحياة الواقعية وليس بالضرورة تمثيل الأحداث الفعلية. وتؤكد عبارة «الحياة الواقعية» كلمة «أصلية» باستثناء كل ما هو مصطنع أو خيالي أو وهمي. «المحادثات» توحي بخطاب عائلي مألوف بدلا من إلقاء رسمي للمواعظ. وتشير كلمة «محسوب» إلي برنامج محدد بعقلانية. وهذه «المحادثات» و«القصص» تهدف أيضا لبناء روح الشباب بطريقة معينة من خلال تعزيز المحبة أو الروح العاطفية، وتشكيل العقل أو النفس الأخلاقية أو العقلانية وتوجيهها للحقيقة والخير وذلك يفهم خلال المفاهيم الثقافية المختصة للطبقة الوسطي. ويوضح ريتشاردسون، أنه في كتاب «قصص أصلية» تم تعريف البلوغ بالقدرة علي تهذيب النفس من خلال استخراج حكاية أخلاقية أكثر من حياة المرء. ويحث استخدام «ولستونكرافت» المكثف للحكايات المدرجة، يحث القراء علي بناء قصص أخلاقية من خلال حياتهم الخاصة بنهاية محددة سلفا. في نهاية الكتاب، لم تعد ماري وكارولين بحاجة إلي المربية لأنهما قد استوعبا الوقائع المنظورة التي علمتهم إياها السيدة ميسون وصاروا يعرفون القصص المفترض أنهم ينفذونها.

## الجنس
و كما فعلت في كتابها «دفاع عن حقوق المرأة», ففي كتابها «قناة قصص أصلية», لم تسلط «ولستونكرافت» الضوء علي الاختلافات بين الرجل والمرأة بقدر ما تؤكد علي أهمية الفضيلة. وعلاوة علي ذلك فإنها تعرف الفضيلة بمثل هذه الطريقة بأنها تنطبق علي كلا الجنسين. وكالمعتاد وكما يوضح «كيلي», كانت الفضيلة متلازمة بالأنوثة والعفة، ولكن «ولستونكرافت» ترفض ذلك التعريف في كتابها وتقول بدلا من ذلك لابد وأن تعرف الفضيلة بالعقل والتحكم في النفس. وأشارت «مايرز» أن رغبة السيدة ميسون لغرس العقلانية في تلميذاتها هي في حد ذاتها تحرير للقراء السيدات وبناتهم، ومثل هذه طريقة التدريس كانت في تناقض مباشر لتلك التي كانت يكتبها مؤلفي الكتب السلوكية مثل «جيمس فراديس» و«جون غريغوري» والفلاسفة مثل «روسو» الذي أكد علي الضعف الفكري للمرأة والمكانة الثانوية لجنسهم.
و كان رد فعل «ولستونكرافت» المعظم ضد تصوير«روسو» عن الأنوثة وتعليم الإناث. فيقر «روسو» في عمله «إميل» أن المرأة بفطرتها تتسم بالمكر والتلاعب، ولكنه ينظر لتلك الصفات بشكل إيجابي:
فيقول أن المكر فطرة طبيعية في النساء، وطالما أنني مقتنع أن جميع الميول الطبيعية جيدة وصحيحة في حد ذاتها فأنا مع الرأي القائل أن هذا المكر لابد أن يتم تعزيزه وغرسه في النفوس مثل غيره من الصفات الأخرى. وهذا الذكاء الخاص الذي يتمتع به النساء يعتبر تعويض عادل عن نصيبهم الأقل من القوة.و هو التعويض الذي بدونه تتحول المرأة من رفيق الرجل إلي جاريته. ومن خلال تفوقها في هذه الموهبة، فهي تجعل لنفسها مكانة متساوية مع الرجل، ومن خلال طاعتها له تتمتع بحكمه، فكل ما تملكه لصالحها هو فنها أي (ذكائها) وجمالها فحسب.
فالنساء بالنسبة ل «روسو» تمتلك المكر والجمال اللذان يساعدهن في السيطرة علي الرجال، وعلي النقيض يتميز الرجال بالقوة والعقلانية وهما وسيلتهم للتحكم في النساء. وبعكس ما قدمه روسو عن «صوفي» وهي شخصية خيالية وظفها في الكتاب الخامس من «إميل» لتمثل المرأة المثالية التي فتنت بصورتها الشخصية في المرآة ووقعت في حب شخصية في رواية. تعرض «ولستونكرافت» شخصيتها (السيدة ميسون) كمعلمة صادقة وعقلانية تحاول نقل هذه الصفات إلي ماري وكارولين.

## التصنيف أو الطبقة
يشجع الكتاب القراء لتطوير ما كان متوقع أن يسمي في الفترة المقبلة ب (قيم الطبقة الوسطي) مثل الصناعة والانضباط الذاتي والاقتصاد والأعمال الخيرية. ويشير «أندرو أومالي» في تحليله عن كتب الأطفال للقرن 18 بأن الكتاب من الطبقة الوسطي يريدون الأطفال أن يربطوا السعادة بالأخلاق والمنفعة الاجتماعية بدلا من مظاهر الثروة والمكانة. شهدت أواخر القرن الثامن عشر حركة تطور لما يطلق عليه الآن (معتقدات الطبقة الوسطي). وأصبح أدب الأطفال أحد الآليات الحاسمة لنشر وترسيخ إيديولوجية الطبقة الوسطي في جميع أنحاء المجتمع البريطاني والأميركي. علي الرغم من أن هذه الأعمال لكتاب الأطفال مثل «أنا لاتيتيا باربولد» و«إيلينور فين» و «سارة تريمر» و«دورثي كيلز» جميعا تضم هذه المعتقدات، فهي تختلف تماما في آرائها حول القضايا السياسية مثل الثورة الفرنسية.
و كانت وسيلة الكتاب مثل "ولستونكرافت" لتشكيل نوع جديد من أدب الأطفال في نهاية القرن الثامن عشر هي محاولة إزالة أفكار كتب الحكايات الشعبية والحكايات الخرافية واستبدالها بإيديولوجية الطبقة الوسطي. وكثير من هؤلاء الكتاب يعتبر هذه الكتب الشعبية والحكايات الخرافية أنها ترتبط بالفقراء والأغنياء علي التوالي. وكما يوضح "كيلي" أن الأدب الشعبي التقليدي يجسد ذكاء اليانصيب من اغتنام اللذات والاعتقاد في الحظ وتمني هبات الحظ مثل "القوة العظمي، والذكاء والجمال وهي رؤية دائرية ومتكررة للزمن واهتمام شره للتنبؤ بالمستقبل. وفي المقابل يجسد أدب الأطفال في القرن 18 استثمار العقول متمثلا في الادخار للمستقبل والتوزيع الصحيح للموارد الشخصية وتقييم الانضباط الذاتي والتنمية البشرية من أجل مستقبل أفضل ينعم فيه الإنسان بالتحكم في النفس. فعلي سبيل المثال، «سارة تريمر» تؤكد في عملها"وصي التعليم" وهو أول عمل ناجح ينشر بصورة دورية مخصص لنقد كتب الأطفال، تقول أن الأطفال يجب ألا يقرءوا الحكايات الخرافية بدقة لأنها تؤدي للكسل والخرافات.

## الرسومات التوضيحية
وليام بليك وهو المسؤول عن تصميم الرسومات التوضيحية ل «جوزيف جونسون» وهو الناشر الخاص ب «ولستونكرافت:, كان مشغول بتصميم ونقش ست لوحات للطبعة الثانية من» قصص أصلية«. عهد تلاميذ» بليك«لقراءة هذه اللوحات كتحديات لنص» ولستونكرافت«. فعلى سبيل المثال، ميتشل (مكتب إدارة السجلات) يستند تفسيره علي أساطير» بليك«الشخصية» التي وضعت في أعماله الأخرى فيقول في الصفحة المواجهة لصفحة العنوان:
تحملق الفتاتان بحزن تحت ذراعي السيدة ميسون الممدودين. والقبعات التي يرتديها الأطفال يتم رسمها في مثل هذه الطريقة التي تبدو وكأنها هالات حول رؤوسهم وهي مسحة فنية يستخدمها «بليك» أيضا في أغاني البراءة والخبرة للدلالة علي قدرة البصيرة الفطرية والإلهية للطفل (انظر على سبيل المثال«الاكوينج الأخضر» و«الولد الصغير الذي عثر عليه». عيون الأطفال مفتوحة تنظر إلي ما يبدو بالصباح الجميل ويتشوقون للمشاركة فيه ورغم ذلك فهما لا يستطيعا المشاركة لأنهما تحت تأثير السيدة ميسون الخانق. ومقابل ما يرتديه الأطفال من القبعات التي تأخذ شكل الهالات، ترتدي السيدة ميسون قلنسوة كبيرة ثقيلة. عينيها مسبلتان لدرجة تبدو وكأنهما مغلقتان. وعادة ما يرسم «بليك» عيون «أروزين» هكذا للدلالة علي عمي الرؤية العقلانية والمادية المفردة.(انظر على سبيل المثال اللوحات رقم 1, 9, 22 من كتاب أروزين ولوحة 11 من كتاب «للأطفال»: في أبواب الجنة حيث يرتدي «أروزينك» نظارات كبيرة، فيقوم علي نحو أعمي بقص أجنحة طفل ومن ثم منعه رحلته الخيالية في الصباح المشرق. ومما يبدو في الرسم علي نحو ساخر أن السيدة ميسون هي الشخص الوحيد الذي لم ينظر لرؤية الصباح الجميل بل تنظر أسفلها علي أرض الواقع الثابتة لتتجاهل الحياة المقدسة غير المتناهية حولها (تأكيد ميتشل).
مايرز، في المقابل، تعتمد علي تفسير فني تاريخي تقليدي للصورة وتفسرها بشكل إيجابي أكثر وتوافق أن قبعات الفتيات أشبه بالهالات ولكنها تصف موقف السيدة ميسون كالصليب الواقي تثير مشهد شخص بطولي أو رباني يرتبط عادة بالأنثى المعلمة.تنظر «مايرز» إلي السيدة ميسون كبطل يتميز بالتضحية بدلا من الشخص البالغ المضطهد الذي لا يري جمال الطبيعة.

## تاريخ النشر والاستقبال
و قد نشر هذا الكتاب لأول مرة عام 1788 بدون ذكر اسم المؤلف وهو نفس العام التي نشرت فيه أول رواية خيالية باسم«ماري» وتكلفت اثنين شلن. وعندما أصدرت الطبعة الثانية عام 1791, طبع اسم«ولستونكرافت» علي صفحة العنوان. وبعد نشر «دفاع عن حقوق الرجل» عام 1790م، أصبحت مشهورة وكان اسمها يروج المبيعات. وقد كلف«جوزيف جونسون» الناشر المسؤول عن كتاب «قصص أصلية» والأعمال الأخرى ل «ولستونكرافت», كلف «ويليام بليك» بتصميم ست لوحات للطبعة الثانية التي تكلفت اثنين شلن وست بنسات. وليس من الواضح تماما المدة التي استمر الكتاب يطبع فيها. وفقا ل «غاري كيلي» وهو عالم بارز ل «ولستونكرافت» نشرت الطبعة الأخيرة من كتاب«قصص أصلية» عام 1820م بدون ذكر اسم«ولستونكرافت» علي صفحة العنوان. وفي ذلك الوقت، أصبحت شخصية مكروهة في بريطانيا بسبب ما نشره زوجها«ويليام غوديون» عن أسلوب حياتها الأرثوذكسي (الشرقي) في مذكراته عن مؤلفة«دفاع عن حقوق المرأة»1798م. وقال«آلان ريتشاردسون» ومحرري أروع الأعمال لسلسلة أدب الأطفال أنه كان يتم نشر «قصص أصلية» حتى عام 1835م، كما طبع في دبلن عام 1791م و1799م وترجم للألمانية عام 1795م.
وبمرور الوقت، يذكر «سي. ام هيونس» وهي أمينة المكتبة لجمعية مكتبات هارتفورد التي كتبت كتب الأطفال بنفسها. وفيما كتبته«تاريخ عن كتب الأطفال» في الشهر الأطلسي عام 1888م، كان كتاب «قصص أصلية» أكثر شهرة نظرا للوحات التي رسمها بليك أكثر مما اشتهر لنصه المكتوب بواسطة«ولستونكرافت». ويخصص الجزء الأكبر من مناقشة المقال إلي بليك، وبالرغم من غرابة الأمر ليس لعمله علي «قصص أصلية». ويذكر «هيونس» أنه في خريف عام 1791م، كان الكتاب جديد ومطلوب ولكنه الآن غير معروف لدي منافذ بيع الكتب.و في الوقت الحالي يعاد طباعة الكتاب في المقام الأول للعلماء والطلاب وهؤلاء المهتمين بتاريخ أدب الأطفال.